# Bröckinger Bach
Der Bröckinger Bach ist ein knapp drei Kilometer langer Bach im Gebiet des Stadtteils Unterrot der Kleinstadt Gaildorf im Landkreis Schwäbisch Hall im nordöstlichen Baden-Württemberg. Er mündet gegenüber dem Nordrand der Unterroter Siedlung Arwatal von rechts in den mittleren Kocher.
Der Bach durchläuft trotz seines Namens nicht den Gaildorf-Unterroter Weiler Bröckingen, sondern fließt jenseits eines nördlich von Bröckingen bis nahe an den Kocher im Westen vorspringenden Höhenrückens, auf dem der Wohnplatz Kieselberg steht.

## Geographie

### Verlauf
Der Bröckinger Bach entsteht am oberen Nordwestabfall des hier Kieselberg genannten bewaldeten Bergrückens der Limpurger Berge, der sich zwischen dem Tal des Eisbachs im Osten und dem Kochertal im Westen nach Südsüdosten zieht. Es gibt wenigstens zwei, zuoberst nur periodisch wasserführende Quellläufe. Die Quelle des etwas längeren entspringt etwa auf 475 m ü. NHN ca. 150 Meter nordnordöstlich des Schönen Wappensteins, eines historischen Grenzsteins am mit einem roten Kreuz markierten Wanderwegs von Sulzbach-Laufen nach Gaildorf. Der junge Bach läuft in einer Geländefurche zunächst nordwestwärts, quert nach hundert Metern einen Waldweg am oberen Hangknick und gräbt sich dann eine tiefe und steil abfallende Klinge zwischen der Konradsreute links und dem Ho(c)hwälzle rechts, in welchem ihm nach weiteren gut hundert Metern auf inzwischen nur noch etwas unter 430 m ü. NHN der noch unbeständigere rechte Quellbach zuläuft.
Klinge und Bach schwenken auf Westlauf, etwa einen halben Kilometer nach der genannten Quelle durchfließt er auf etwas über 400 m ü. NHN einen hinter einem Waldweg angestauten Teich und läuft dann am Waldrand zwischen der Hinteren Reute am linken Hang und einem weniger steilen Weidehang rechts entlang. Von Nordosten aus Richtung der Ladstatt her zieht ein weiterer kleiner Bach zu Tale, zuletzt begleitet von einem Feldweg am Ende einer Talsteige die Ladstatt herab. Auf unter 380 m ü. NHN mündet dieser etwa einen halben Kilometer lange Nebenbach an einer Feldweggabel. Zunächst recht nahe am westwärts laufenden Weg zieht der Bach mit kleinen Richtungswechseln unter einer Baumgalerie weiter. Ein letztes Mal reicht Wald vom linken Hang bis ans Bachufer herab, dann lässt er diesen an einem winzigen Teich an den Holzwiesen ganz hinter sich.
Während der links den Lauf etwas entfernter noch begleitende Bergsporn sich immer tiefer absenkt, setzt die Baum- und Strauchgalerie entlang des mit kleinen Richtungsänderungen hinfort gut einen Kilometer weit etwa westsüdwestlich durch eine offene Flurlandschaft ziehenden Bachs nun immer wieder einmal aus. Er quert die Bundesstraße 19 auf ihrem Abschnitt zwischen Bröckingen und Münster, jenseits in der sehr flachen Flussaue fließt der bislang stets unter zwei Meter breite Bach bald in einen Altarmstumpen des Kochers ein, aus dem er schließlich auf etwa 362 m ü. NHN von rechts und zuletzt Nordosten gegenüber dem Nordrand der Unterroter Siedlung Arwatal in den mittleren Kocher mündet.
Der Bröckinger Bach ist von der genannten Quelle an 2,9 km lang und fällt auf dieser Strecke um etwa 113 Höhenmeter, sein mittleres Sohlgefälle liegt bei etwa 40 ‰. Er fließt in seiner Oberlaufklinge teils unter Felsen, teils unter Lehmhängen, ab dem Flurrand dann meist in kleinen Mäandern deutlich eingetieft und über eine sandig-kiesige, allenfalls anderthalb Meter breite Sohle. Im träge liegenden Altarm, vor dem er eine kleine Sedimentinsel abgelagert hat, erweitert sich der Lauf dann auf rund zehn Meter Breite. Die Mündung lag bis ins 19. Jahrhundert noch etwas weiter kocherabwärts.

### Einzugsgebiet
Der Bröckinger Bach entwässert ein Gebiet von 1,8 km² Größe, dessen höhere Anteile im Osten und Südosten naturräumlich zum Unterraum Limpurger Berge, die tieferen im Westen zum Unterraum Gaildorfer Becken der Schwäbisch-Fränkischen Waldberge gehören.
Die unbeständigen Oberlaufquellen im Osten liegen noch im Kieselsandstein (Hassberge-Formation) der Hochflächen des Kieselbergs bzw. der Ladstatt oder im Übergangsbereich zu den darunter lagernden Unteren Bunten Mergeln (Steigerwald-Formation), in welche die oberen Läufe steile Klingen eingeschnitten haben. Etwa im Bereich des Waldrandes am Hangfuß beginnt dann der Gipskeuper (Grabfeld-Formation), in dem der Bach bis zu seiner Mündung im Bereich eines breiten Hochwassersedimentbandes um den Kocher bleibt. Von diesen quartären Ablagerungen abgesehen, stehen im ganzen Einzugsgebiet deshalb Schichten des Mittelkeupers an. Erst etwas abwärts im Kochertal setzt zum ersten Male der zum Unterkeuper rechnende Lettenkeuper (Erfurt-Formation) ein.
Die höchste Wasserscheide läuft auf dem bewaldeten Höhenrücken aus Kieselberg und Ladstatt im Osten, wo am Südost- und am Nordosteck Höhen bis wenig über 490 m ü. NHN erreicht werden. Hinter dieser Scheide fließt der Eisbach südostwärts zum höheren Kocher. Das obere Einzugsgebiet ist von zwei westlichen Spornen der Limpurger Berge eingefasst, über welche im Norden die Wasserscheide zum nächsten, teils weniger als 200 Meter entfernten Kocherzufluss Argersbach westwärts zum Fluss läuft, auf dem größten Teil der Strecke hier schon im Tiefland. Der Sporn im Süden, ebenfalls Kieselberg genannt, zieht sich länger auf großer Höhe und fällt erst beim Gaildorfer Mineralfreibad zum Flusstal ab. Hinter ihm führt ein östlich des Weilers Bröckingen in der Sparrenklinge entstehender, ebenfalls westwärts laufender Bach den Abfluss zum Kocher oberhalb.
Die Ufer des Bröckinger Bachs sind siedlungsfrei. Zu ihm entwässert nur der Wohnplatz Kieselberg auf dem gleichnamigen Sporn, der wie das gesamte Einzugsgebiet im Stadtteil Unterrot der Stadt Gaildorf liegt. Wälder bedecken die Bergpartien des Gebiets im Osten und Süden, ausgenommen dort nur die flache Hochebene des links begleitenden Kieselberg-Sporns, wo um den Wohnplatz Kieselberg Felder liegen. Vor dem Bergfuß gibt es anfangs nur Weiden und Wiesen, später mischen sich auch mehr und mehr Äcker in die umgebende Flur, die allerdings den Lauf meiden.

### Zuflüsse und Seen
Liste der Zuflüsse und  Seen von der Quelle zur Mündung. Gewässerlänge, Seefläche, Einzugsgebiet und Höhe nach den entsprechenden Layern auf der Onlinekarte der LUBW. Andere Quellen für die Angaben sind vermerkt.
Die unbeständigen Quellen des Bröckinger Bachs liegen auf etwa 475 m ü. NHN in kleinen klingen am Nordwestabhang des bewaldeten Bergrückens Kieselberg (490,4 m ü. NHN), noch oberhalb eines Waldweges am Hangknick; die Quelle des kaum längeren und einzugsgebietsreicheren Hauptasts liegt etwa 150 Meter nordnordöstlich des am Wanderweg Sulzbach-Laufen–Gaildorf stehenden Schönen Wappensteins. Der Bach fließt mit leichten Schwankungen insgesamt etwa westlich und holt dabei etwas nach rechts aus. 
- (Anderer Quellast), von rechts auf unter 430 m ü. NHN in steiler Klinge, ca. 0,2 km und unter 0,1 km². Entsteht auf etwa 477 m ü. NHN.
  -  An der Wasserscheide oberhalb liegt auf etwa 487 m ü. NHN beim Waldweg auf dem Kamm eine Lache, unter 0,1 ha.[LUBW 7]
- Durchfließt auf etwas über 400 m ü. NHN einen hinter einem Waldweg angestauten Teich, unter 0,1 ha.[LUBW 7]
Wenig unterhalb öffnet sich das nun flachere Tal rechts zu einer Wiede. Der Bach fließt meist am Waldrand weiter.
- (Klingenbach aus der südlichen Ladstatt), von rechts und Nordosten auf unter 380 m ü. NHN an einer Feldweggabel, 0,5 km[LUBW 2] und ca. 0,2 km². Entsteht auf etwa 435 m ü. NHN unter der Waldwegsteige von der Weggabel zum Kammweg auf der Ladstatt, unbeständig auch auf fast 480 m ü. NHN
- (Waldklingenbach an der Rothalde), von links und Südosten auf etwa 361 m ü. NHN am letzten vom linken Hang bis an den Bach reichenden Waldzipfel, ca. 0,3 km und ca. 0,1 km². Entsteht auf etwa 400 m ü. NHN nördlich-unterhalb des Wohnplatzes Kieselberg.

Mündung des Bröckinger Bachs von rechts und zuletzt Nordosten auf unter 426,2 m ü. NHN zwischen Unterrot-Arwatal und Münster zwischen den Gewannen Stegbiegel links und Biberloch rechts durch einen Altgewässerstumpen des Flusses in den mittleren Kocher. Der Bröckinger Bach ist 2,9 km lang und hat ein Einzugsgebiet von ca. 1,8 km².

### LUBW
Amtliche Online-Gewässerkarte mit passendem Ausschnitt und den hier benutzten Layern: Lauf und Einzugsgebiet des Bröckinger Bachs

Allgemeiner Einstieg ohne Voreinstellungen und Layer: Daten- und Kartendienst der Landesanstalt für Umwelt Baden-Württemberg (LUBW) (Hinweise)
1. 1 2 3 4  Höhe nach dem Höhenlinienbild auf dem Hintergrundlayer Topographische Karte.
2. 1 2 3  Länge nach dem Layer Gewässernetz (AWGN).
3. 1 2  Einzugsgebiet abgemessen auf dem Hintergrundlayer Topographische Karte.
4. ↑  Länge abgemessen auf dem Hintergrundlayer Topographische Karte.
5. ↑  Seefläche nach dem Layer Stehende Gewässer.
6. ↑  Höhe nach schwarzer Beschriftung auf dem Hintergrundlayer Topographische Karte.
7. 1 2  Seefläche abgemessen auf dem Hintergrundlayer Topographische Karte.
8. ↑  Höhe nach blauer Beschriftung auf dem Hintergrundlayer Topographische Karte.

### Andere Belege
1. ↑  Das Blatt Hall (PDF, 6,1 MByte) des Topographischen Atlasses des Königreichs Württemberg von 1851 (Blatt XXX nach historischer, Blatt 11 nach topographischer Zählung) zeigt, dass die Mündung damals einen Halbmäander weiter talabwärts am damals noch stärkere Schlingen schlagenden Kocher lag. Das Meßtischblatt 7024 Gschwend von 1904 in der Deutschen Fotothek zeigt auf der nordwestlich laufenden Alttrasse noch einen Entwässerungsgraben im Gewann Biberloch.
2. ↑  Hansjörg Dongus: Geographische Landesaufnahme: Die naturräumlichen Einheiten auf Blatt 171 Göppingen. Bundesanstalt für Landeskunde, Bad Godesberg 1961. → Online-Karte (PDF; 4,3 MB)
3. ↑  Geologie – nur fürs westliche Einzugsgebiet – nach der unter → Literatur aufgeführten geologischen Karte. Einen gröberen Überblick übers gesamte Gebiet verschafft auch: Mapserver des Landesamtes für Geologie, Rohstoffe und Bergbau (LGRB) (Hinweise)